# Градина (Сомбор)
Градина је једно од 16 насеља у Сомбору, удаљено од града 7 . Налази се дуж сивачког летњег пута, у простору између Великог бачког канала и друма Сомбор-Кљајићево.

## Историја
Село Градина се некада делило на источну и западну Градину. Најстарији становници овог краја живели су у време Турака. Назив ѕа салаш потиче од словенске речи која означава простор око њега. Кроз векове становништво се мењало: у периоду од 1543. године до 1760. године, у Градини су се десиле многе историјске промене. У Градини је 1552. године постојало само једно домаћинство.
Градина је 1720. године била пустара сомборских војника. На попису становништва 1748. године, већину становништва чинили су Буњевци-Хрвати. Најчешћа презимена су била Башић, Бошњак, Горетић и Бирвалски. Године 1749, Градина се спомиње у писму Марије Терезије, што је веома значајно ѕа једно тако мало насеље.
У селу је 1879. године саграђена нова школска зграда, 1960. године, је добило задружни дом, а 1966. године је прикључено на електричну мрежу. У Градини је забележено 1961. године број од 240 домаћинстава и 763. становника.
Данас у Градини школа више не постоји и у насељу постоји један верски објекат. Месна заједница Млаке је задружни дом. У Градини је 2012. године забележено свега петнаесторо деце од укупно 221 становника. У Градини не постоји водовод ни канализација и вода се црпи из бунара.